# 456.000$ Squid Game im Echten Leben!
456.000$ Squid Game im Echten Leben! ist ein YouTube-Video des amerikanischen YouTubers und Webvideoproduzenten Jimmy Donaldson, der auf YouTube als MrBeast bekannt ist. Bei dem am 24. November 2021 veröffentlichten Video handelt es sich um die Neuauflage der südkoreanischen Serie Squid Game, die 2021 auf Netflix veröffentlicht wurde.
Arbeiten an der Videoproduktion wurde im Oktober 2021 von Donaldson begonnen. Die Produktion des Videos, die teilweise vom finnischen Spieleentwickler Supercell für die Werbung des Online-Spiels Brawl Stars finanziert wurde, kostete 3,5 Millionen US-Dollar, von denen 2 Millionen US-Dollar für die Filmsets und die Produktion ausgegeben wurden und 1,5 Millionen US-Dollar als Geldpreise an die Teilnehmer vergeben wurden. Für das Video hatte Donaldson mehrere Sets aus der Show nachgebaut.
Wie in der Serie Squid Game traten 456 Spieler in einer Reihe von Spielen gegeneinander an, bis nur noch ein Spieler als Gewinner des Spiels übrig blieb.
Das Video wurde am 24. November 2021 veröffentlicht. Ein Tag nach der Veröffentlichung des Videos hatte es 54 Millionen Aufrufe und stand auf der ersten Position der YouTube-Trends zu diesem Zeitpunkt. Zudem wurde es auch zum meistgesehenen Video von MrBeast mit Ausnahme von Shorts. Bis Januar 2025 hatte es über 700 Millionen Aufrufe. Publikationen lobten Donaldson für die Genauigkeit bei der Nachbildung der Sets, jedoch wurde die fehlende Originalität und das Fehlen antikapitalistischer Themen aus Squid Game kritisiert.

## Handlung
"456.000$ Squid Game im Echten Leben!" ist eine Neuauflage der südkoreanischen Netflix-Serie Squid Game. Donaldson stellte 456 Teilnehmer zusammen und der Gewinner erhielt einen Preis von 456.000 US-Dollar. Wie in der Serie traten die Spieler in einer Reihe von Spielen gegeneinander an, wobei jedes Mal die Anzahl der Spieler reduziert wurde. Ausgeschiedene Spieler, die in der originalen Serie sterben, erhielten mindestens 2.000 US-Dollar als Trostpreis. Folgende Spiele wurden in dieser Reihenfolge gespielt: Rotes Licht, Grünes Licht, Dalgona-Spiel, Tauziehen, Murmelspiel, Ddakji, Glasbrücke, und Reise nach Jerusalem. Es gab einige Abweichungen von der Serie, in denen beispielsweise Donaldsons Spiel Ddakji als Runde galt, was in der Serie aber nicht als Spielrunde vorkam. In der letzten Runde wurde die Reise nach Jerusalem gespielt, anstelle des titelgebenden Squid Games der Serie. Am Ende gewann Spieler 079 das Spiel.

## Besetzung

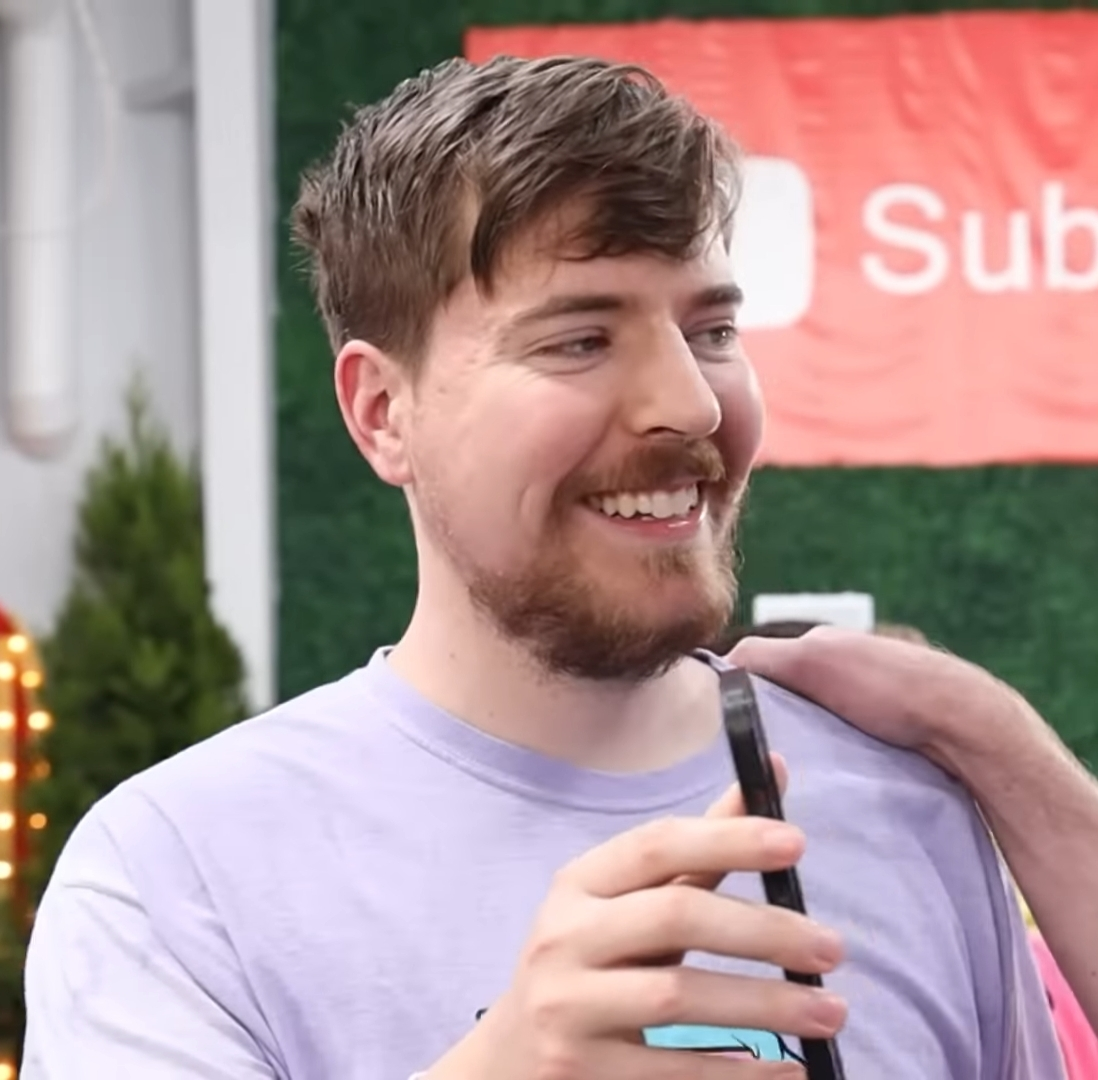
Der Hauptdarsteller und Erschaffer des Videos, Jimmy Donaldson (MrBeast)

| Darsteller       | Rolle                  |
| ---------------- | ---------------------- |
| Jimmy Donaldson  | MrBeast                |
| Kris Tyson       | sich selbst            |
| Chandler Hallow  | sich selbst            |
| Karl Jacobs      | sich selbst            |
| Nolan Hansen     | sich selbst            |
| Camilla Araujo   | Spieler 067            |
| George Hsiao     | Spieler 456            |
| Brandon McAfee   | Spieler 061, NightFoxx |
| Spiffy Jake      | Spieler 177            |
| Luigino Angelini | Spieler 254            |
| Ryan Lim         | Spieler 330            |
| Espino Sosa      | Spieler 431            |

## Produktion
Am 11. Oktober 2021 veröffentlichte Donaldson ein Video auf TikTok, in dem er sagte, er würde Squid Game nachstellen, wenn das Video 10 Millionen Likes erhielte. Dieses Ziel wurde erreicht. Die Dreharbeiten am Video begannen Mitte Oktober, wobei der YouTuber William Osman von Donaldson angeheuert wurde, um ein Ingenieurteam zu leiten, das Blutzünder herstellen sollte, die bei der Eliminierung eines Kandidaten mit Filmblut explodieren sollte. Osman hatte drei Wochen Zeit, um 500 dieser Geräte abzuliefern.
Donaldson baute mehrere Kulissen aus der Show nach, darunter den Schlafraum der Kandidaten, die Plattform für das Spiel Tauziehen und den Indoor-Spielplatz für das Dalgona-Spiel. Ein Teil der Postproduktion wurde von der Visual Effects-Firma SoKrispyMedia durchgeführt.

### Finanzierung
Die Produktionskosten für 456.000$ Squid Game im Echten Leben! beliefen sich auf 3,5 Millionen US-Dollar. Das Video wurde von Supercell teilweise für das Videospiel Brawl Stars gesponsert und finanziert. 2 Millionen US-Dollar des Budgets wurden für Sets und Produktion ausgegeben, während die restlichen 1,5 Millionen US-Dollar als Geldpreise verwendet wurden.

## Rezeption
456.000$ Squid Game im Echten Leben! wurde am 24. November 2021 auf dem YouTube-Kanal MrBeast von Jimmy Donaldson veröffentlicht. Innerhalb von drei bis vier Tagen erreichte das Video mehr als 100 Millionen Aufrufe und wurde schnell zu einem der meistgesehenen Videos von Donaldson. Brawl Stars verzeichnete innerhalb von sechs Tagen nach Veröffentlichung des Videos einen Anstieg der Downloads um 41 Prozent und der Einnahmen um 54 Prozent. In einem Interview bei den Gotham Awards 2021 reagierte der Schöpfer von Squid Game, Hwang Dong-hyuk, auf das Video mit den Worten:

“I loved it, and it helped me to promote the show, too, so I want more people to do it.”

„Mir hat es gefallen und es hat mir auch geholfen, für die Serie zu werben. Daher möchte ich, dass mehr Leute das machen.“

Weitere Persönlichkeiten wie Jennifer Bisset von CNET und die Journalisten von Polygon und Vice News lobten das Video. Charles Cameron von Screen Rant lobte die originalgetreue Neuauflage des Videos, kritisierte jedoch den Einsatz von Produktplatzierung, weil dieser das Eintauchen in die Handlung ruiniere.
Nachdem die Aufrufzahlen von 456.000$ Squid Game im Echten Leben! die von Squid Game selbst auf Netflix übertrafen, twitterte Jon Youshaei, ehemaliger Leiter für Creator-Produktmarketing bei YouTube, lobend. Er schrieb, dass das Video mit seinen höheren Aufrufzahlen, der kürzeren Produktionszeit als die Serie Squid Game „das Versprechen der Creator Economy“ verkörpere. Der Tweet wurde von Publikationen und Internetnutzern kritisiert, weil er die Unterschiede zwischen der Produktion einer Fernsehserie und der eines YouTube-Videos ignoriere und Donaldsons Schuld gegenüber den Machern von Squid Game offenbar abtut. Anschließend löschte Youshaei seinen Tweet.
Donaldson wurde von einigen Journalisten und zahlreichen Internetnutzern wegen eines vermeintlichen Missverständnisses der antikapitalistischen Themen von Squid Game kritisiert. Jackson nannte das Video „pervers“ und eine „Nachbildung des ultimativen Wunsches des Bösewichts, verzweifelte Menschen dabei zuzusehen, wie sie um Geld nur zu seiner eigenen Belustigung konkurrieren“. Laut Silberling fehlte dem Video die „emotionale Resonanz und Spannung“ der Serie, da die Teilnehmer keine Gefahr einer Bestrafung für den Verlust liefen.